# Benzylazid
Benzylazid ist eine chemische Verbindung aus der Gruppe der Azide.

## Gewinnung und Darstellung
Benzylazid kann durch Reaktion von Benzylhalogeniden wie Benzylbromid mit Natriumazid in einer nukleophilen Substitutionsreaktion hergestellt werden, die unter Mikrowellenbestrahlung abläuft.
{\displaystyle {\ce {C6H5CH2Br + NaN3 -> C6H5CH2N3 + NaBr}}}
Eine weitere Möglichkeit ist die Diazo-Übertragung von einem anderen Azid (zum Beispiel Imidazol-1-sulfonylazidhydrochlorid) auf Benzylamin.
Ebenfalls möglich ist die Darstellung aus Benzylhydrazin.

## Eigenschaften
Benzylazid ist eine farblose bis bräunliche Flüssigkeit, die praktisch unlöslich in Wasser ist. Es ist gegen Alkali absolut beständig. Bei der Einwirkung von mäßig verdünnter Salzsäure oder Schwefelsäure entwickelt Benzylazid bei Erwärmung Stickstoff.
Die Pyrolyse von Benzylazid in der Gasphase bei 360 °C bei 0,1 Torr mit Stickstoff als Inertgas ergibt Benzalanilin, 4,5-Dihydro-2,4,5-triphenylimidazol und 2,4,5-Triphenylimidazol.
Benzylazid ist ein prototypisches Azid, das in fast jeder Reaktion verwendet wird, die eine funktionelle Azidgruppe erfordert, zum Beispiel in der Staudinger-Reaktion.
Mit Alkinen reagiert Benzylazid durch eine 1,3-dipolare Cycloaddition.

## Sicherheitshinweise
Wie alle Alkylazide ist Benzylazid explosionsgefährlich und sollte mit entsprechender Vorsicht behandelt werden. Die Stabilität von Benzylazid ist im Allgemeinen recht gut, aber aufgrund der reaktiven Natur der funktionellen Azidgruppe sollte Benzylazid vor Hitze und Licht geschützt gelagert werden.